# Râul Sărărie
Râul Sărărie este un curs de apă, afluent al râului Dofteana. Confluența cu râul Sărărie definește limita superioară a tronsonului pe care pescuitul este permis pe râul Dofteana

## Hărți
- Harta munții Nemira  Arhivat în 14 aprilie 2010, la Wayback Machine.